# Ilija prorok
Ilija prorok (hebrjeski: אֱלִיָּהוּ, ’ēlijāhu: „Jahve je moj Bog“; grčki: Ἠλείας, Ēleías; latinski: Elias) (oko 875. pr. Kr. – 853. pr. Kr.) starozavjetni je prorok rodom iz Tišbe, pa se naziva i Tišbijcem.
Kao starozavjetni prorok Ilija ima vrlo važno mjesto u židovskoj, kršćanskoj i islamskoj predaji, o čemu svjedoče brojni spisi o njemu. Živio je i djelovao u Sjevernom kraljevstvu ili Kraljevstvu Izrael u 9. stoljeću prije Krista u vrijeme kraljevanja Ahaba i Ahaza. Prema 2 Kr 2,1 Ilija je u ognjenim kolima, koja su vukli ognjeni konji, u vihoru uzišao na nebo.
Štovanje Svetog Ilije dosta je rašireno u karmelićanskom redu te u slavenskim zemljama gdje ga se još naziva i Svetim Ilijom Gromovnikom. U slavenskim pučkim vjerovanjima Sveti Ilija zapovijeda gromovima i kiši (u Drugom svjetskom ratu prema Iliji dobio je ratno ime Ivan Hariš-Gromovnik). Prema starohrvatskim legendama sveti Ilija Gromovnik vozi kola po oblacima, zbog čega dolazi do munja i grmljavine. Štovanje Svetog Ilije, Svetog Vida i Svetog Mihovila, u razdoblju dvovjerja, zamijenili su štovanje Peruna.
Židovska apokaliptika držala je da Ilija nije umro nego da će umrijeti, skupa s Henokom, na koncu vremena, boreći se protiv Antikrista.
Hrvati u Bosni i Hercegovini slave ga kao zaštitnika Bosne i Hercegovine. Korijeni tog sežu iz vremena kad je biskup fra Pavao Dragićević tražio od Svete Stolice da se Sveti Ilija slavi kao zaštitnik bosanskog kraljevstva. Sveta Stolica udovoljila je njegovom zahtjevu dokumentom od 26. kolovoza 1752. godine. Prema mišljenju biskupa mons. dr. Mile Bogovića, razlog papinskog odobrenja je taj što Svetog Iliju štuju i pravoslavci i muslimani.

## Vanjske poveznice
- Ilija, sv. Hrvatska enciklopedija
- Nagovor don Josipa Radića o sv. Iliji